# Оксфорд (Мејн)
Оксфорд (енгл. Oxford) насељено је место без административног статуса у америчкој савезној држави Мејн.

## Демографија
По попису из 2010. године број становника је 1.263, што је 37 (-2,8%) становника мање него 2000. године.
| Група             | 2000.         | 2010.         |
| Белци             | 1.267 (97,5%) | 1.207 (95,6%) |
| Афроамериканци    | 2 (0,2%)      | 5 (0,4%)      |
| Азијати           | 6 (0,5%)      | 0 (0,0%)      |
| Хиспаноамериканци | 2 (0,2%)      | 21 (1,7%)     |
| Укупно            | 1.300         | 1.263         |